# Neues Theater (Emden)

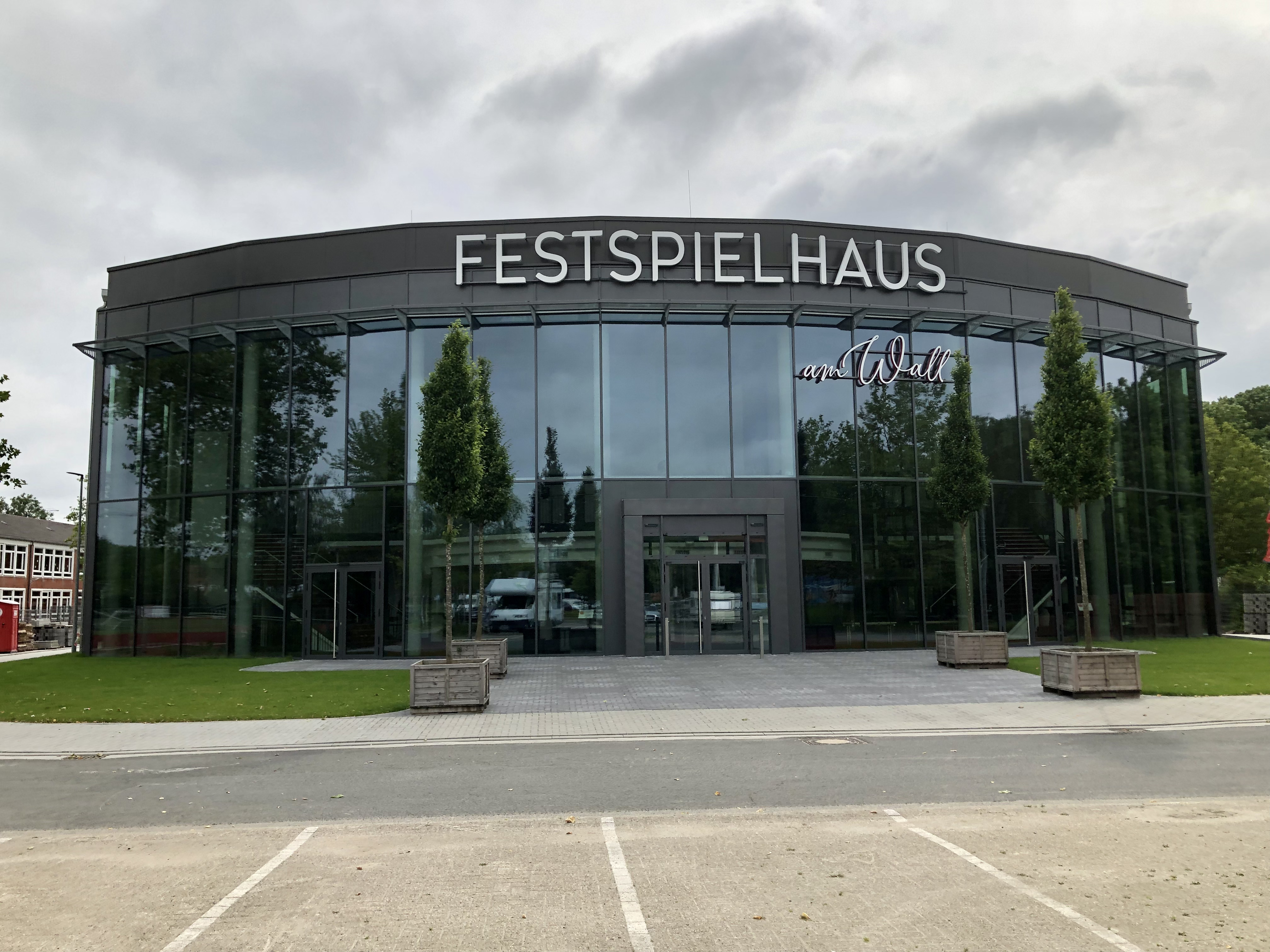
„Festspielhaus am Wall“ nach dem Umbau des ursprünglichen Gebäudes

Das Neue Theater in Emden – seit der Wiedereröffnung 2024: Festspielhaus am Wall – ist ein Haus ohne eigenes Ensemble und das größte Theater in der Seehafenstadt. Es wurde 1970 erbaut und fasst bei Schauspiel 680 und bei Musiktheater 600 Personen. Das Festspielhaus verfügt über ein großes Foyer und moderne Künstlergarderoben. Genutzt wird es für Veranstaltungen aus den Bereichen Schauspiel, Musiktheater, Show aber auch Tagungen und Kongresse. Zudem dient es als Aula des JAG Emden. Das Einzugsgebiet des Theaters beträgt nach Angaben der Stadt Emden zirka 110 Kilometer, entsprechend 300.000 Personen. Das Theater ist Spielstätte der Landesbühne Niedersachsen Nord sowie des Internationalen Filmfests Emden-Norderney.

## Gesellschaftsform
Das Neue Theater gehört zum optimierten Regiebetrieb Nordseehalle der Stadt Emden.

## Bühne
Der Bühnenraum ist 16,80 m breit und 10,80 m tief. Es ist mit Schnakenberg Handkonterzügen mit einer Belastbarkeit von 300 kg/Zug ausgestattet. Die Portale stehen auf Schienen und daher ist die Breite der Bühnenöffnung zwischen 9,00 m bis 11,50 m variabel. Das Portal ist 5,00 m hoch. Die Vorbühne ist hydraulisch verfahrbar und als Orchestergraben mit direktem Zugang zu den Künstlergarderoben nutzbar. Maße: Breite 13,50 m, Tiefe 4,80 m, Belastung: max. 300 kg/m²

## Lichttechnik
Das Neue Theater verfügt über eine Portalbrücke und zwei Portaltürme mit PC- und Fresnel-Scheinwerfern, eine Z-Brücke mit 2KW-Profilern und Anschlussmöglichkeiten von Versätzen auf der Bühne.

## Tontechnik
Eine feste Beschallungsanlage mit einer Midas Venice Konsole ist eingebaut. Von hier aus ist die Beschallung von Foyer, Saal, Bühne und den Künstlergarderoben möglich. Eine Inspizientenanlage und Intercom sind ebenfalls vorhanden.

## Kinotechnik
Im Neuen Theater ist eine Vorführanlage mit Kinoton FP30 (Spulen) sowie einer Dolby-Digital-Anlage installiert. Die Bildwand ist über der Vorbühne installiert und fahrbar. Ihre Breite umfasst fast die volle Breite des Theaters und die Cinemascope-Wiedergabe ist bildwandfüllend.

## Geschichte

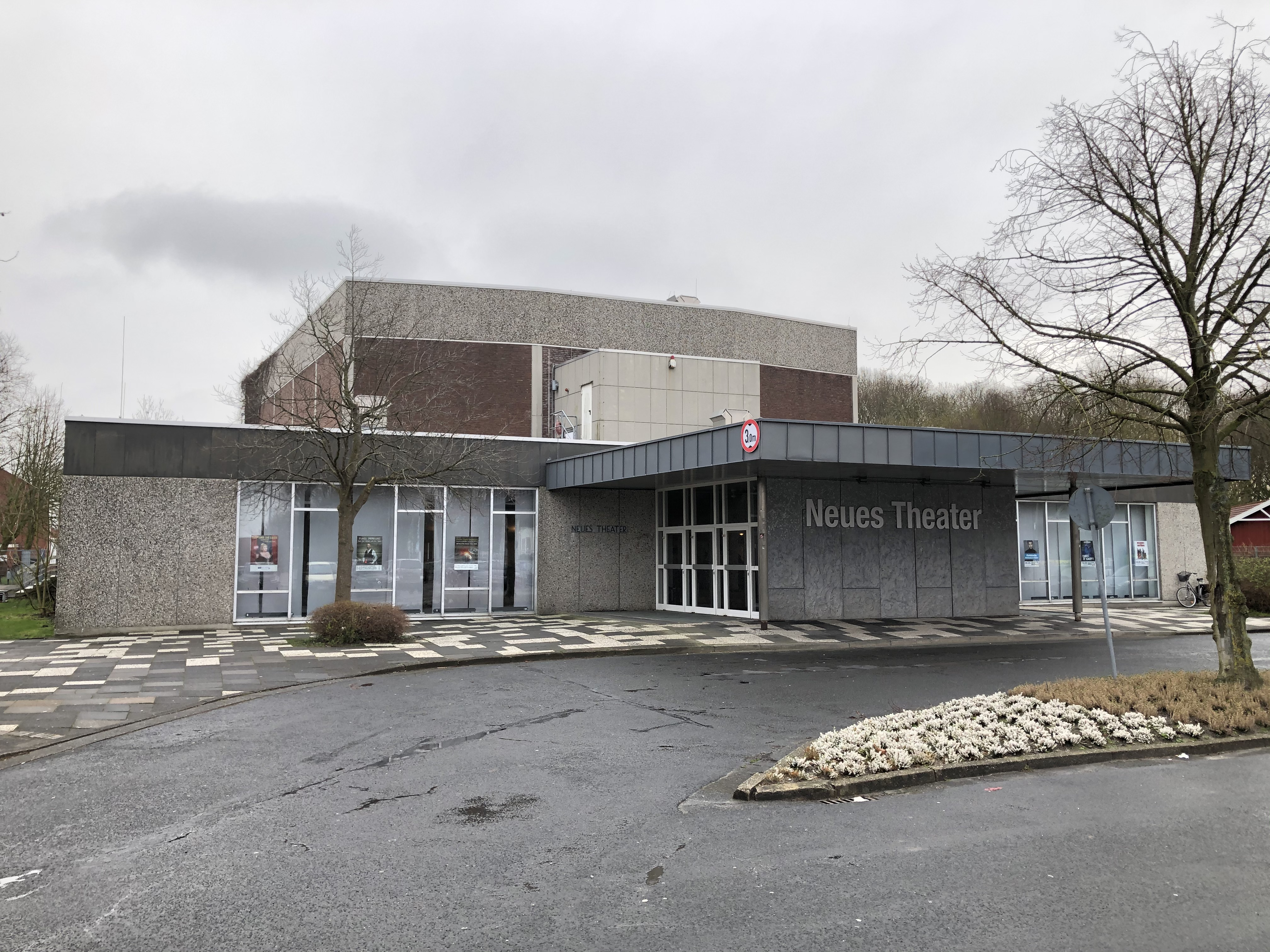
Neues Theater am Früchteburger Weg im Jahr 2020 (vor dem Umbau)

Das Neue Theater wurde 1970 primär als Schulaula gebaut. Es wurde in den Jahren 2004 bis 2007 grundlegend modernisiert. Hierbei wurden neben der Modernisierung des Foyers und der Künstlergarderoben umfassende Brandschutzmaßnahmen durchgeführt. Seit dem 1. Januar 2007 gehört das Neue Theater zum Betrieb Nordseehalle der Stadt Emden.
Nach einem Abschlusskonzert Ende Juni 2021 wurde das Theater ab dem darauf folgenden Monat umgebaut. Das Foyer wurde abgebrochen und neu gebaut; das Gebäude erhält eine energetische Sanierung und verbesserten Brandschutz. Im Innenbereich erhielt das Theater eine neue Bestuhlung sowie eine barrierefreie Bühne. Nach der Fertigstellung wurde das Haus als „Festspielhaus am Wall“ am 19. April 2024 wiedereröffnet.

## Veranstaltungen
- Schauspiel
- Musiktheater
- Tagungen und Kongresse
- Filmvorführungen wie z. B. das Internationale Filmfest Emden-Norderney
- Schulveranstaltungen